# Круни
Кру́ни (бел. Кру́ні) — деревня в Сморгонском районе Гродненской области Белоруссии. Входит в состав Вишневского сельсовета.
Расположена в северной части района, в полутора километрах восточнее болота Дубатовское. Расстояние до районного центра Сморгонь по автодороге — 22,5 км, до центра сельсовета агрогородка Вишнево по прямой — чуть более 15 км. Ближайшие населённые пункты — Войстом, Дыбуньки, Милути. Площадь занимаемой территории составляет 0,3447 км², протяжённость границ 7410 м.

## История
Деревня отмечена на карте Шуберта (середина XIX века) в составе Войстомской волости Свенцянского уезда Виленской губернии.
После Советско-польской войны, завершившейся Рижским договором, в 1921 году Западная Белоруссия отошла к Польской Республике и деревня была включена в состав новообразованной сельской гмины Войстом Свенцянского повета Виленского воеводства. 1 января 1926 года гмина Войстом была переведена в состав Вилейского повета.
В 1938 году Круни насчитывали 57 дымов (дворов) и 313 душ.
В 1939 году, согласно секретному протоколу, заключённому между СССР и Германией, Западная Белоруссия оказалась в сфере интересов советского государства и её территорию заняли войска Красной армии. Деревня вошла в состав новообразованного Сморгонского района Вилейской области БССР. После реорганизации административного-территориального деления БССР деревня была включена в состав новой Молодечненской области в 1944 году. В 1960 году, ввиду новой организации административно-территориального деления и упразднения Молодечненской области, Круни вошли в состав Гродненской области.

## Население
Согласно переписи население деревни в 1999 году насчитывало 74 жителя.

## Транспорт
Через Круни проходит автодорога местного значения Н7373 Лещеняты — Теляки — Абрамовщина-1 — Круни.
Через деревню проходят регулярные автобусные маршруты:
- Сморгонь — Вишнево
- Сморгонь — Свайгини

## Достопримечательности
К западу от деревни находится территория ландшафтно-геоморфологического заказника «Мартишки».